# 福島勝太郎

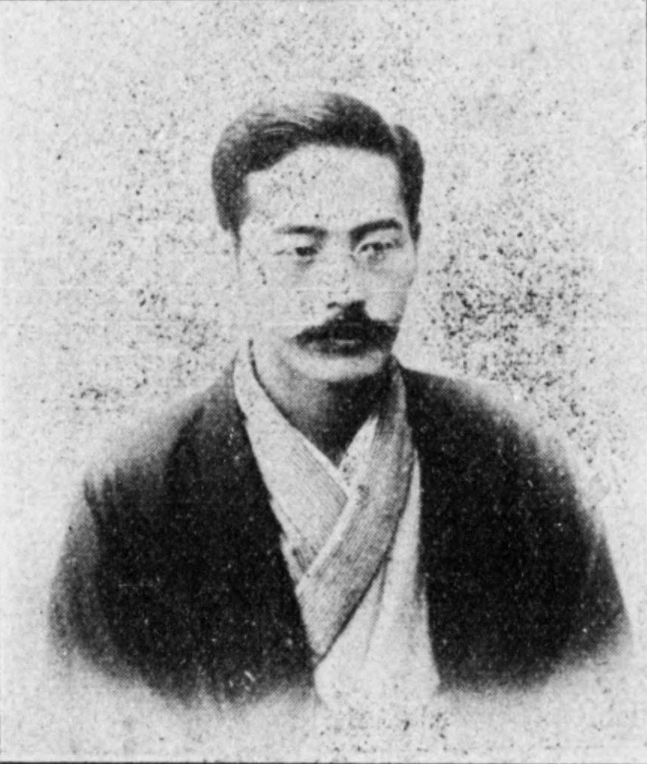
福嶋勝太郎

福嶋 勝太郎（ふくしま かつたろう、1865年6月5日（慶応元年5月12日） - 1921年（大正10年）10月6日）は、明治から大正時代の政治家、銀行家。衆議院議員（4期）。

## 経歴
駿河小島藩領有渡郡中島村（大里村、安倍郡大里村、静岡市を経て現静岡市駿河区）出身。東京府中学校を経て、東京大学予備門で法律学を修めたのち、1893年（明治26年）5月に渡米し、翌年8月、イェール大学法律学部を卒業した。
静岡新報社社員、静岡実業銀行取締役を務めたのち、扶桑銀行を創立した。ほか、静岡農工銀行監査役、同取締役を歴任した。
1898年（明治31年）3月の第5回衆議院議員総選挙では静岡県第1区から出馬し当選。以後、通算4回当選した。